# На путу
На путу (енгл. On the Road) је други по реду роман америчког књижевника Џека Керуака из 1957, који се често назива „библијом битничке генерације“. Радња романа се темељи на пропутовању Америке аутостопом Сала и његовог пријатеља Дина, који одбацују доминатне друштвене вредности касних четрдесетих и у путовању, џезу, поезији, сексу и дрогама проналазе нову врсту духовности. Целокупна радња је заснована на стварним путовањима Џека Керуака и Нила Касидија у периоду између 1947. и 1950.
Керуак је ово дело написао у року од три недеље 1951, у облику непрекидног пасуса на ролни папира дужине 36 метара начињене од страница залепљених селотејпом. Међутим, америчком књижевнику је требало пуних шест година да пронађе издавача вољног да књигу и објави. На путу се нашао на полицама књижара новембра 1957, у поприлично исправљеном и цензурисаном издању. Оригинална ролна-рукопис продата је 2001. на аукцији за 2,43 милиона долара и тиме је постављен нови рекорд у висини новчане суме издвојене за неки рукопис књижевног дела.
Након изласка, На путу је постао култни роман младих. Поред поеме Урлик Алена Гинзберга и романа Голи ручак Вилијама Бароуза, сматра се најважнијим остварењем битничког покрета. Посебан утицај је имао на припаднике контракултуре и Хипике. У свом приказу за Њујорк тајмс, Гилбер Милстајн је пророчки написао да на исти начин као што је Хемингвејев роман Сунце се поново рађа постао тестамент изгубљене генерације, тако ће и На путу остати познат као тестамент битничке генерације. За самог Керуака велики успех романа је био мач са две оштрице, пошто је увидео да су његова друга дела, које је он лично сматрао естетски суперирнијим, неправедно остала у сенци.
Роман се на крају двадестог века нашао на 55. месту листе најбољих романа на енглеском језику коју је саставила издавачка кућа Модерна библиотека (енгл. Modern Library), затим на 67. месту Мондове листе најбољих књижевних дела светске књижевности двадесетог века и на Тајмсовом списку најбољих романа на енглеском језику изашлих у периоду од 1923 до 2005. На основу литералног предлошка снимљен је и истоимени филм 2012.